# Ropica analis
Ropica analis là một loài bọ cánh cứng trong họ Cerambycidae.